# Paracalliopiella kudrjaschovi
Paracalliopiella kudrjaschovi är en kräftdjursart som beskrevs av Edward Lloyd Bousfield och Hendrycks 1997. Paracalliopiella kudrjaschovi ingår i släktet Paracalliopiella och familjen Calliopiidae. Inga underarter finns listade i Catalogue of Life.